# Polyommatus eversmanni
Polyommatus eversmanni är en fjärilsart som beskrevs av Otto Staudinger 1886. Polyommatus eversmanni ingår i släktet Polyommatus och familjen juvelvingar. Inga underarter finns listade i Catalogue of Life.